# Theater in Vlaanderen
Het theater in Vlaanderen omvat onder meer de hierna genoemde gezelschappen, projecten en podia.

## Toneel

### Toneelhuis
Het grootste toneelgezelschap van Vlaanderen is het Toneelhuis, dat haar thuisbasis heeft in de Bourlaschouwburg te Antwerpen. De artistieke leiding is er in handen van Guy Cassiers die het stadstheater liet uitgroeien tot een totaalbelevenis voor podiumkunsten. Zo wordt er samengewerkt met onder andere grote name als Benjamin Verdonck, Bart Meuleman en Abke Haring. Daarnaast maken de internationaal geroemde choreograaf Sidi Larbi Cherkaoui (onder andere Foi (2003), Zero degrees (2005 met Akram Khan), Corpus Bach (2006) Babel uit 2010), Lotte van den Berg (onder andere Begijnenstraat 42 (2005), Stillen (2006) en het controversiële Winterverblijf uit 2007) en Wayn Traub (onder andere Manifest van het dierlijk theater, Les Mises-en-traub, Maria-Dolores) deel uit van de vaste crew.
Het toneelhuis ontstond uit de fusie van de Koninklijke Nederlandse Schouwburg en de Blauwe Maandag Compagnie. Deze laatste, die opgericht werd in 1984, heeft een significante stempel op het Vlaamse theaterlandschap gedrukt met haar progressief theater. Bekende medewerkers waren onder anderen Jan Decleir, Chris Lomme, Peter Van den Begin, Stany Crets, Wim Opbrouck en Luk Perceval. Hun bekendste producties waren De geschiedenis van Don Quichot (naar Cervantes), Othello (naar Shakespeare, 1986), De Meeuw (naar Tsjechov, 1989) en de monsterproductie Ten Oorlog (naar Shakespeare en bewerkt door Lanoye en Perceval, 1997).
De Koninklijke Nederlandse Schouwburg, die reeds opgericht werd in 1853 onder de naam Nationael Tooneel, is het oudste gesubsidieerde Nederlandstalige theater gezelschap in Vlaanderen. Dit Nationael Tooneel gaf aanvankelijk zijn voorstellingen in het Théâtre des Variétes te Antwerpen. In 1874 werd een speciaal voor dit gezelschap gebouwd theater Nederlandsche Schouwburg aan de Kipdorpbrug ingewijd. Ter gelegenheid van het vijftigjarig bestaan werd in 1903 het predicaat Koninklijk toegekend, waarna het gezelschap Koninklijke Nederlandsche Schouwburg (KNS) werd genoemd. In 1934 verhuisde het gezelschap naar het Théâtre Royal (of Bourlaschouwburg) aan de Comedieplaats, dat werd omgedoopt tot Koninklijke Nederlandse Schouwburg. Na de Tweede Wereldoorlog kreeg het gezelschap van 1945 tot 1967 de opdracht van Nationaal Toneel van België. In 1946 werd daaraan de theateropleiding Studio van het Nationaal Toneel aan toegevoegd, die in 1967 werd overgenomen door het rijk als Hoger Instituut voor Dramatische Kunst met de roepnaam Studio Herman Teirlinck.

### NTGent
Het stadstheater NTGent (Nederlands Theater Gent) werd in 1965 opgericht en is gehuisvest in de Koninklijke Nederlandse Schouwburg te Gent. Voormalige artistieke directeur is Wim Opbrouck en huidige is Milo Rau. Tot de crew behoren/behoorden onder anderen de acteurs Frank Focketyn, Els Dottermans, Betty Schuurman en Katja Herbers, de scenaristen Jan Eelen, Christoph Homberger, Dimitri Verhulst en Dimiter Gotscheff en ten slotte de voormalige artistieke directeurs Jef Demedts en Johan Simons. Bekende stukken waren onder andere Prometheus (2005) en De Val van de goden.

### KVS Brussel
KVS Brussel

### Echt Antwaarps Teater
Het Echt Antwaarps Teater is, zoals de naam reeds doet vermoeden, een Antwerps theatergezelschap onder leiding van Ruud De Ridder dat voornamelijk komedies brengt. Het gezelschap werd opgericht in 1981 en haar grootste succes was Wat doen we met Bompa waarvan er 150 opvoeringen plaatsvonden. De bekendste acteurs zijn Gunter Levi, Patrick Onzia en Sven De Ridder.

### 't Arsenaal
Een ander groot theaterproject is 't Arsenaal dat ontstond uit het Mechels Miniatuur Teater (MMT, 1956). MMT speelde in haar beginjaren een belangrijke rol in het kamertheater in, maar voerde gaandeweg een commerciële koers. Nationale bekendheid verwierven de MMT-acteurs met de tv-serie De collega's (BRT). Bekende medewerkers zijn/waren onder anderen Jenny Tanghe, Jaak Van Assche, Manu & René Verreth en Luc Philips. Bekende voorstellingen zijn Une liaison pornographique (Blasband, 2003), Het zuchten (De Cock, 2006), Hitler is dood (Devillé, 2009), en De Pruimelaarstraat (De Cock, 2009).

### Abattoir Fermé
Abattoir Fermé is een jong gezelschap uit Mechelen dat werd opgericht in 1999. Ze brengen voornamelijk underground-theater dat gekenmerkt wordt door hun lust naar nieuwe en afwijkende thematieken, dramaturgiiën en theatervormen. Het collectief sleepte reeds verschillende theaterprijzen in de wacht en tot hun bekendste producties behoren Galapagos (2005) en Nimmemeer (in coproductie met figurentheater De Maan, 2009). De bekendste medewerkers zijn Joost Vandecasteele, Tine Van den Wyngaert en Charlotte Vandermeersch.

## Opera

### Vlaamse Opera
Daarnaast zijn er nog de twee afdelingen van de Vlaamse Opera, de Koninklijke Opera te Gent en de Koninklijke Vlaamse Opera te Antwerpen die fusioneerden in 1981. In 1698 werd de schouwburg van de handboogschuttersgilde Sint-Sebastiaan aan de Kouter in Gent verbouwd en geschikt gemaakt voor operavoorstellingen. Het gebouw werd ingehuldigd met de opvoering van de opera Thésée van de Franse componist Jean-Baptiste Lully door de groep van Giovanni Paolo Bombarda en Pietro Antonio Fiocco, die in Brussel de Muntschouwburg oprichtten. In 1706 verkreeg Jean-Jacques Quesnot de La Chênée de vergunning om in deze Sint-Sebastiaanschouwburg te spelen. Dit gebouw brandde echter in 1715 af en in 1737 heropgebouwd om 100 jaar later plaats te maken voor het huidige operagebouw. In 1661 openden de Antwerpse Aalmoezeniers de Schouwburgh van de Oude Voetboog op de Grote Markt en vanaf 1682 kon de Antwerpenaar kennis maken met opera. Het gezelschap bracht aanvankelijk vooral opera's van reizende gezelschappen, met een voornamelijk Franstalig, maar occasioneel ook wel Italiaans en Nederlands repertoire. In 1834 verhuisde ze naar de (toen) nieuwe Bourlaschouwburg en werd er ook werk van het Nederlandsch Lyrisch Tooneel opgevoerd (onder anderen Edward Keurvels) en in 1907, neemt dit gezelschap bijna het ganse oeuvre in beslag en verhuisde ze naar de huidige locatie. Wanneer de Franse opera's in de Bourlaschouwburg worden opgeheven in 1933, besluit het gezelschap zich ook toe te leggen op buitenlandse opera's.

## Jeugdtheater

### Hetpaleis
Hetpaleis is een Antwerps collectief dat de opvolger is (sinds 1997) van het Koninklijk Jeugdtheater (KJT). Het KJT werd opgericht door Joris Diels en groeide uit tot het grootste productiehuis voor jeugdtheater met gemiddeld 10 voorstelling per seizoen. Markante producties van HETPALEIS waren De Afscheidssymfonie (1997), Niet alle Marokkanen zijn dieven van Arne Sierens in 2001, Wortel van glas van Josse De Pauw een jaar later, Lodewijk, de koningspinguïn (2004) van en met Dimitri Leue en U bent mijn moeder in 2005 van Joop Admiraal.

### Bronks
BRONKS is een Brussels productiehuis voor kind- en jeugdtheater en andere artistieke en kunsteducatieve activiteiten, in 1991 opgericht door Oda Van Neygen. De artistieke leiding is in handen van Veerle Kerckhoven en Marij De Nys. BRONKS organiseert jaarlijks een internationaal jeugdtheaterfestival in november (EXPORT/IMPORT) en een kleiner jongerenfestival in april (BRONKS XL). Producties van BRONKS werden bekroond met de Grote Theaterfestivalprijs (Ola Pola Potloodgat van Pascale Platel en Randi De Vlieghe) en de 1000 Watt-prijs (Ola Pola Potloodgat van Pascale Platel en Randi De Vlieghe, Assepoester van Mieja Hollevoet en Stoksielalleen van Raven Ruëll)

### Kopergietery
KOPERGIETERY

### fABULEUS
fABULEUS  is een Leuvens productiehuis voor dans en theater. Centraal staat de ontwikkeling van jong talent.

## Poppentheater
Daarnaast kent Vlaanderen een rijke traditie aan poppen- en marionettentheater. Deze komen reeds voor vanaf de 16e eeuw en vinden hun oorsprong in Italië. Vaak brachten zij politieke satire. Sommige voorstellingen zijn afgeronde verhalen, maar er wordt ook in feuilletonvorm gewerkt waarbij elke voorstelling een vervolg heeft. De bekendste voorbeelden zijn De Poesje te Antwerpen en het figurentheater De Maan. Deze laatste is de opvolger van het Mechels Stadspoppentheater dat werd opgericht in 1948 door Louis Contryn. Een andere bekende poppenspeler was Charles Janssens. Ook theater FroeFroe heeft veel naam in Vlaanderen.

## Subsidie
Theater in Vlaanderen werd in Vlaanderen sinds 1976 gesubsidieerd via het theaterdecreet, sinds 1993 door het podiumkunstendecreet, muziek sinds 1998 via het Muziekdecreet en sinds 2006 allen tezamen via het overkoepelende Kunstendecreet.